# Storax

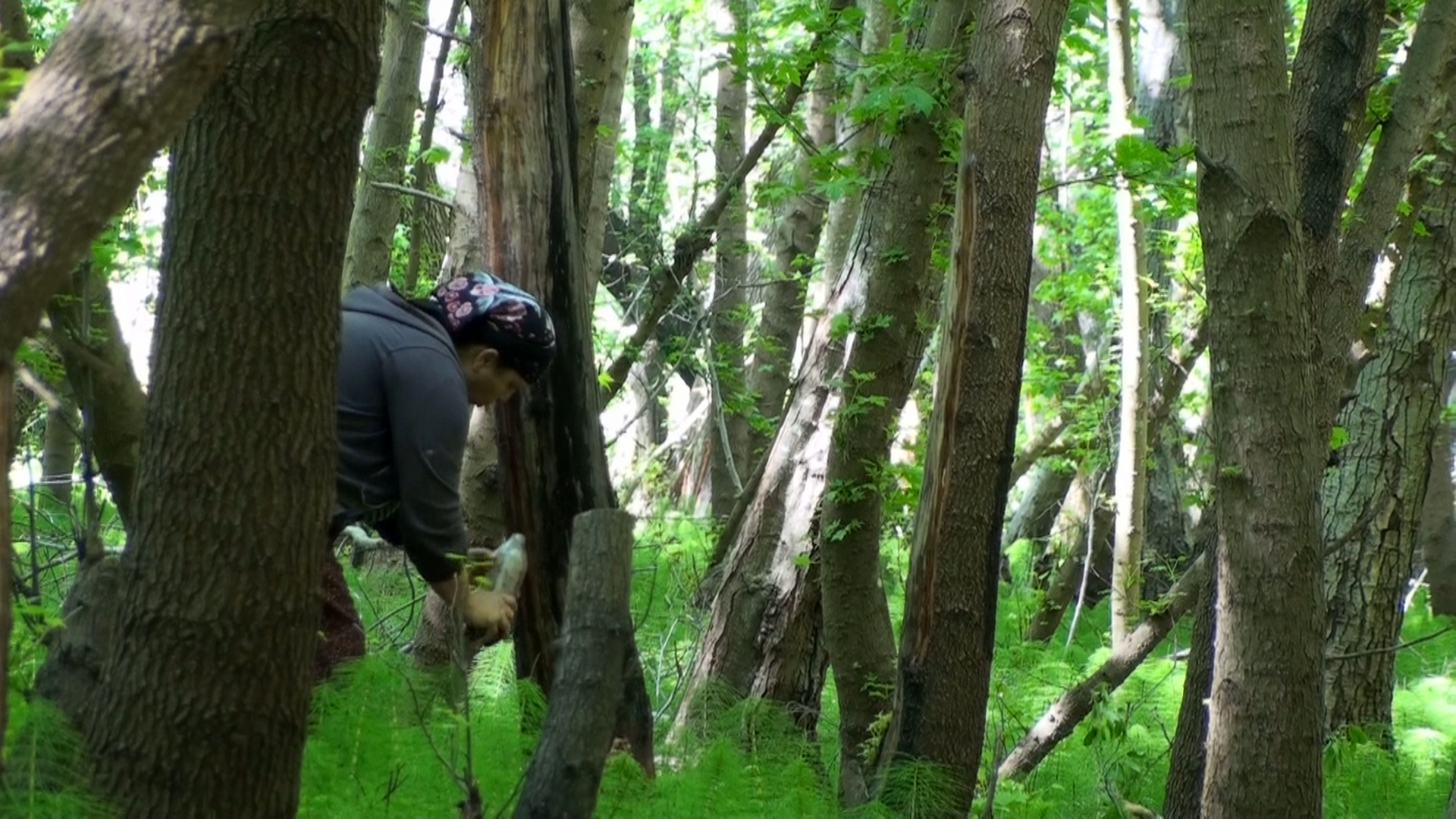
Het oogsten van styrax door een Turkse vrouw

Storax of styrax ook wel storax- of styraxbalsem genoemd, is een natuurlijke, balsemieke en welriekende hars afkomstig van de verwonde bast van de soorten Liquidambar orientalis en Liquidambar styraciflua.
De Liquidambar orientalis komt voor in het oostelijk Middellandse Zeegebied en het Nabije Oosten en de Liquidambar styraciflua komt voor in het zuidoosten van de Verenigde Staten, Mexico en Centraal-Amerika. De styrax, afkomstig van de Liquidambar orientalis wordt "Aziatische styrax" of "Levant styrax" genoemd en de styrax afkomstig van de Liquidambar styraciflua noemt men "Amerikaanse styrax". De "Amerikaanse styrax" bestaat uit twee variëteiten: mexicana en macrophylla.
Ook de Liquidambar formosana, die voorkomt in China bevat hars. Deze wordt lokaal gebruikt, maar speelt geen belangrijke rol in de wereldhandel.
In het verleden werd er ook styrax gewonnen van de Styrax officinalis. De styrax van deze soort werd "echte styrax" genoemd en de styrax van Liquidambar-soorten "valse styrax".

## Historie
Al in de oudheid komt het gebruik van styrax ter sprake. In Genesis 30:37 en Hosea 4:13 wordt al melding gemaakt van de storaxbomen. Het boek Genesis is gedateerd op circa 1513 v. Chr. en Hosea op circa 745 v. Chr. Ook de oude Grieken Mnesimachus, Aristoteles, Theophrastus, Herodotus en Strabo vermelden de styraxboom en de styraxbalsem. Ook de Griekse arts Dioscorides vermeld in zijn Materia medica het gebruik van styrax. Waarschijnlijk is deze hars afkomstig van de Styrax officinalis en niet van de Liquidambar orientalis. De hars werd volgens hem gebruikt als wierook. Toentertijd werd deze hars ingewikkeld in riet en palmbladeren en op deze wijze verhandeld. In de Historia Naturalis vermeldt Plinius dat het gebruikt werd als parfum, Scribonius Largus vermeldt dat het gebruikt werd om wijn op smaak te brengen en volgens Ciris werd styrax gebruikt als een geurige haarverf.

## Oogst
De hars is een halfvast, kleverig en bruinkleurig materiaal, afkomstig uit het hout en de verwonde bast. De geur van storax is aangenaam zoet, balsemiek en licht kruidig. De "Aziatische styrax" wordt geoogst door stukken schors van de stam te verwijderen, waarna deze in kokend water gedaan worden. Voor extra styrax wordt de schors, na het weken in kokend water, gedrukt om resterend hars te winnen. Sommige styrax wordt gewonnen door insnijdingen in het hout te maken. Vervolgens wordt de hars verzameld door met een fles of blikje langs het hout te schrapen. De ruwe hars wordt gereinigd door deze te spoelen met kokend water. Door middel van decanteren wordt de zacht vloeibare hars gescheiden van het vuile water, zand en ander resterend materiaal.
De "Amerikaanse styrax" wordt gewonnen door middel van tappen. Een kleine goot en een kopje zijn aan de boom bevestigd. Na een snede in de stam wordt de styrax in zakken opgevangen.

## Gebruik
Het was reeds in de oudheid bekend, waar het gebruikt werd als wierook, voor het balsemen van de doden en in parfums. Zo was styrax een ingrediënt van Kyphi, een beroemd parfum uit het oude Egypte. Tegenwoordig wordt de welriekende hars gebruikt als wierook, medicijn, in zeep, lotions, cosmetica en vooral in de parfumindustrie. In de parfumerie maakt styrax deel uit van de chypregeuren voor dames. Er zijn ook herengeuren met styrax. Voordat de parfumindustrie styrax kan toepassen moet eerst door middel van een oplosextractie de styraxresinoïde aan de balsem worden onttrokken. Daaruit wordt vervolgens door middel van stoomdestillatie de vrijwel kleurloze, zoetgeurende etherische olie gewonnen. Net als galbanum is het een fixatiemiddel in de basisnoot van kostbare parfums.